# اکبر غفاری
اکبر غفاری، یکی از بازداشت شدگان در خیزش ۱۴۰۱ ایران است که در دادگاه انقلاب به قتل یک مأمور در جریان این اعتراضات در شهر تهران منطقهٔ فلاح متهم شده و در خطر اعدام است. گفته شده اکبر غفاری به جرم باز کردن در خانه‌اش به روی معترضان و پناه دادن به آنان بازداشت شده‌است.

## بازداشت و نگهداری در انفرادی
شهریار شمس زندانی سیاسی سابق نوشته‌است: «اکبر غفاری را اولین بار در بند عمومی ۲۴۱ دیدم. از قشر بسیار ضعیف جامعه بود، آنقدر ضعیف که حتی سواد هم نداشت. توی فلاح بازداشت شده بود و جرمش این بود که در خانه‌شان را باز کرده و چند نفر از معترضان را پناه داده بود. شبش بازداشت می‌شود و چون ظاهر غلط‌اندازی داشته‌است، به او می‌گویند «یک مأمور توی فلاح کشتن و تو کشتیش» به بند ما آوردند و فقط چند ساعت پیش ما بود و بعد به انفرادی رفت. این بار وقتی به بند ۲۰۹ رفتم، دوباره اکبر را دیدم، خیلی لاغرتر شده بود و حدود یه ماه در انفرادی بود و تماسش را با دیگران ممنوع کرده بودند. آسیب انفرادی کاملاً در روحیات و رفتارش معلوم بود.»
او دربارهٔ مورد اتهام‌های غفاری نوشته‌است: «دیروز فهمیدم اکبر را به زندان فشافویه منتقل کرده‌اند و وقتی اوضاعش را پرسیدم، جواب مثل آب یخی بود که رویم ریخته شد. برای اکبر نوشته بودند «من آدم کشتم، خوب کردم که کشتم!» و اکبر تحت فشار انفرادی و برای اینکه سواد نداشت، آن را امضا کرده بود و الان به او اتهام محاربه زده‌اند.»
شمس برای جلوگیری از اعدام این زندانی سیاسی استمداد طلبیده و نوشته: «کسی نیست که حرفی ازش بزنه و با کمترین هزینه اعدامش میکنن. اجازه ندیم هر بلایی که خواستن رو با کمترین هزینه سر ناشناس‌ها بیارن.»